# Каспер Нільсен
Каспер Нільсен (дан. Casper Nielsen, нар. 29 квітня 1994, Есб'єрг) — данський футболіст, півзахисник бельгійського клубу «Стандард» (Льєж).
Виступав, зокрема, за клуби «Есб'єрг», «Оденсе», «Юніон Сент-Жилуаз» та «Брюгге», а також олімпійську збірну Данії.

## Клубна кар'єра
У дорослому футболі дебютував 2012 року виступами за команду клубу «Есб'єрг», в якій провів п'ять сезонів, взявши участь у 90 матчах чемпіонату. 
До складу клубу «Оденсе» приєднався 2017 року. Відіграв за команду з Оденсе 73 матчів в національному чемпіонаті.
4 липня 2019 року Каспер перейшов до бельгійського клубу «Юніон Сент-Жилуаз».
17 липня 2022 року, данець уклав чотирирічний контаркт із командою «Брюгге».
Влітку 2025 року Нільсен перейшов до клубу «Стандард» (Льєж).

## Виступи за збірні
Протягом 2015 років залучався до складу молодіжної збірної Данії. На молодіжному рівні зіграв у 8 офіційних матчах, забив 2 голи.
2016 року  захищав кольори олімпійської збірної Данії. У складі цієї команди провів 2 матчі. У складі збірної — учасник футбольного турніру на Олімпійських іграх 2016 року у Ріо-де-Жанейро.

## Досягнення
«Брюгге»
- Чемпіон Бельгії: 2023-24
- Володар Суперкубка Бельгії: 202
- Володар Кубка Бельгії: 2024-25[5]